# Davis Guggenheim
Philip Davis Guggenheim (St.Louis, Missouri, 3 de noviembre de 1963) es un director de cine y productor estadounidense. Ha trabajado en Training Day, The Shield, Alias, 24, NYPD Blue, ER, Deadwood y Party of Five y los documentales Una verdad incómoda, The Road We've Traveled and Esperando a Superman. Desde 2006, Guggenheim es el único cineasta en publicar tres documentales que entraran al top 100 de los documentales más taquilleros de todos los tiempos (Una verdad incómoda, It Might Get Loud y Esperando a Superman).

## Premios y distinciones
Premios Óscar
| Año  | Categoría              | Película            | Resultado |
| ---- | ---------------------- | ------------------- | --------- |
| 2007 | Mejor documental largo | Una verdad incómoda | Ganador   |